# Ferruccio Manganelli
Ferruccio Manganelli (Colle di Val d'Elsa, 12 novembre 1883 – Colle di Val d'Elsa, 20 novembre 1968) è stato un pittore italiano.

## Biografia
Frequenta la Regia Scuola Professionale di Colle di Val d'Elsa e, contemporaneamente, i corsi serali di disegno per gli operai, distinguendosi nel disegno ornamentale e geometrico.
Impegnato nella sua attività lavorativa di produzione di stucchi decorativi, si reca spesso in Lombardia (San Pellegrino, Milano, Monza) e in Liguria. Passa dal disegno a matita, che preferisce nella ritrattistica, influenzato da Antonio Salvetti, al colore ad olio e ai pastelli per i paesaggi, soprattutto rurali.
Dopo il 1914, anno del suo matrimonio, si orienta sempre più verso il colore e la pittura divisionista. Partecipa quindi alla prima guerra mondiale come combattente in zona di operazioni, dove viene ferito e poi ricoverato presso l'Ospedale di Alba, in provincia di Cuneo. Tornato a Colle di Val d'Elsa, riprende la sua attività nella fabbrica di stucchi e continua a coltivare la pittura en plein air, che contribuirà ad alleviare il dolore per la morte prematura dell'unico figlio.
Partecipa alle attività culturali del proprio comune unitamente a Mino Maccari. Dopo la fine della seconda guerra mondiale produce una serie di opere basate sulla ricerca del colore e della luce e raffiguranti la campagna toscana.
È morto a Colle di Val d'Elsa il 20 novembre 1968.
Nel 1997 il comune di Colle di Val d'Elsa gli ha dedicato una mostra tenuta presso la cripta della Misericordia.

## Mostre
- 1904 - Colle di Val d'Elsa: mostra collettiva;
- 1909 – Firenze: LXII Esposizione Annuale;
- 1910 – Colle di Val d'Elsa, Palazzo Scolastico;
- 1911 – Firenze: Esposizione retrospettiva italiana e regionale;
- 1911 – Siena: Mostra collettiva d'arte moderna;
- 1912 – Firenze: Esposizione Primaverile di belle Arti;
- 1913 – Firenze: Esposizione Internazionale di Pittura, Scultura, Architettura e Bianco e Nero;
- 1913 – Napoli: Esposizione d'arte giovanile;
- 1914 - Milano: Permanente annuale;
- 1914 – Siena: mostra d'arte permanente;
- 1920 – Firenze, Palazzo delle Esposizioni di san Gallo: Primaverile-Prima esposizione nazionale dell'opera d'arte e del lavoro d'arte;
- 1920 – Colle di Val d'Elsa, Palazzo Scolastico;
- 1924-1929 – Montecatini Terme, Tamerici;
- 1925 – Milano: Biennale di Brera;
- 1934 – Colle di Val d'Elsa;
- 1943 – Siena: VIII mostra sindacale senese;
- 1949 – Colle di Val d'Elsa;
- 1958 – Colle di Val d'Elsa;